# Копичинецький повіт
Копичине́цький пові́т — адміністративна одиниця Тарнопольського воєводства у 1925–1939 році. Територія Гусятинського району, котрий існував у 1940-2020 роках.
В австро-угорський період повітовим центром було містечко Гусятин, але внаслідок серйозний руйнувань Гусятина, після Першої світової війни адміністративний центром стає місто Копичинці, через що повіт перейменовано з Гусятинського на Копичинецький. Його населення становило 8 000.

## Географія
Територія повіту становила 871 км². Населення станом на 1921 рік становило 85 991 осіб, за іншими даними 85 000 осіб.
Копичинецький повіт розташований на південному сході воєводства. Зі ходу по річці Збруч проходив кордон з Радянським Союзом. На півночі повіт межував з Скалатським і Теребовлянським, на півдні з Чортківським і Борщівським повітами.

## У складі Тарнопільського воєводства

### Адміністративний поділ

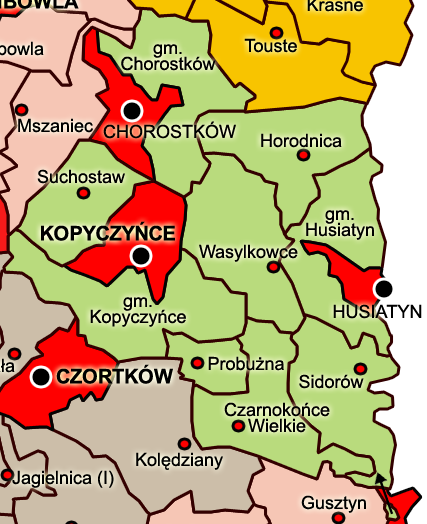
Копичинецький повіт

1 квітня 1927 р. вилучені частини сільської гміни Перемилів Копичинецького повіту Тарнопольського воєводства і міської гміни Хоростків та з них утворена самоврядна гміна Софіївка.
Розпорядженням Ради міністрів вилучено 1 квітня 1929 р. сільську гміну (самоврядну громаду) Сорока зі Скалатського повіту і приєднано до Копичинецького повіту.
15 червня 1934 р. з Копичинецького повіту передані до Теребовлянського повіту села Мшанець, Великий Говилів, Малий Говилів, Вітосівка, Софіївка.
У відповідності до розпорядження міністра внутрішніх справ Польщі від 14 липня 1934 року «Про поділ повіту Копичинецького у воєводстві Тернопільському на сільські ґміни», 1 серпня 1934 року в повіті були утворені об'єднані сільські ґміни (відповідають волостям)

#### Міста (Міські ґміни)
1. м. Гусятин
2. містечко Копичинці — місто з 1934.
3. містечко Хоростків — міська ґміна та статус міста з 1934[5].

#### Сільські ґміни
Кількість:
1920—1927 рр. — 51
1927—1929 рр. — 52
1929—1934 рр. — 53
1934 р. — 48
1934—1939 рр. — 9
| Об'єднані сільські ґміни 1934 року  | Об'єднані сільські ґміни 1934 року  | Старі сільські ґміни | Кількість |
| ----------------------------------- | ----------------------------------- | --- | --------- |
| 1                                   | Ґміна Васильківці                   | Васильківці, Крогулець, Мишківці, Новий Нижбірок, Старий Нижбірок, Целіїв, Шляхетський Нижбірок                                                           | 7         |
| 2                                   | Ґміна Великі Чорнокінці             | Босири, Великі Чорнокінці, Малі Чорнокінці, Товстеньке, Чорнокінецька Воля                                                                                | 5         |
| 3                                   | Ґміна Городниця                     | Городниця, Постолівка, Раків Кут, Самолусківці | 4         |
| 4                                   | Ґміна Гусятин                       | Вільхівчик, Личківці, Суходіл, Трибухівці, Чабарівка | 5         |
| 5                                   | Ґміна Копичинці                     | Гадинківці, Жабинці, Заремба Коцюбинці, Котівка, Майдан, Оришківці, Тудорів                                                                               | 8         |
| 6                                   | Ґміна Пробіжна                      | Гринківці, Пробіжна | 2         |
| 7                                   | Ґміна Сидорів                       | Васильків, Зелене, Коцюбинчики, Кривеньке, Сокиринці, Сидорів, Шидлівці                                                                                   | 7         |
| 8                                   | Ґміна Сухостав                      | Сухостав, Яблунів | 2         |
| 9                                   | Ґміна Хоростків                     | Верхівці, Карашинці, Клювинці, Перемилів, Увисла, Сорока (з 01.04.1929), Хлопівка, Хоростків (до 01.08.1934)                                              | 8         |
| передано до Теребовлянського повіту | передано до Теребовлянського повіту | Великий Говилів (до 15.06.1934), Вітосівка (до 15.06.1934), Мшанець (до 15.06.1934), Малий Говилів (до 15.06.1934), Софіївка (з 01.04.1927 до 15.06.1934) | 5         |

* Виділено містечка, що були у складі сільських ґмін та не мали міських прав.

### Населення
У 1907 році українці-грекокатолики становили 60 % населення повіту.
Під час перепису 1931 року проживало 88 614 мешканців. Польський уряд подав спростовані сучасниками цифри визнання рідною мовою:
- українську — 45,196 осіб — 51.0 %
- польську — 38,158 — 43.1 %
- Мову їдиш — 5,164 — 5.8 %
- іншу — 96 — 0.1 %

У 1939 році в повіті проживало 94 110 мешканців (57 250 українців-грекокатоликів — 60,83 %, 22 655 українців-римокатоликів — 24,07 %, 5 515 поляків — 5,86 %, 1 120 польських колоністів міжвоєнного періоду — 1,19 %, 7 545 євреїв — 8,02 % і 25 німців та інших національностей — 0,03 %).

## Радянський період
27 листопада 1939 р. повіт включено до новоутвореної Тернопільської області.
17 січня 1940 р. повіт ліквідовано в результаті поділу території на Копичинецький, Гусятинський і Пробіжнянський райони.